# Funitel

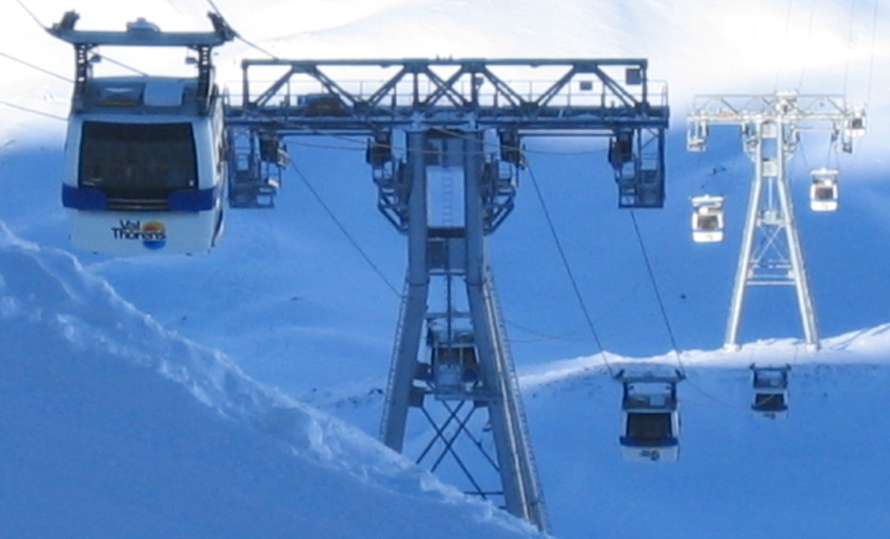
Skilift "Funitel du Grand Fond", te Val Thorens.

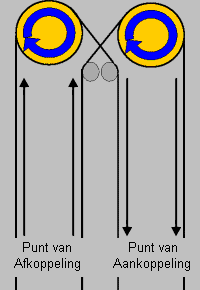
Diagram over de kant waar de kabel "kruist".

Een funitel is een soort grote gondelbaan.
De cabines, die van de kabel afgehaald kunnen worden -bij het in en uitstappunt-, zijn voor een goede stabiliteit opgehangen aan twee parallelle kabels. De kabels worden door de geleiders op de torens ongeveer 3,20m uit elkaar gehouden. hoewel het lijkt of er twee of vier kabels zijn, zijn het er eigenlijk meestal maar één of twee. De cabines zijn verbonden met één paar kabels met vier geveerde klemmen (twee per kabel). Omdat de kabels veel sneller gaan dan je in of uit kunt stappen, moeten ze op de in- en uitstapplaatsen worden vertraagd. Dit wordt gerealiseerd door de cabine te ontkoppelen van de kabel en hem door steeds langzamer roterende banden tegen het dak van het station te trekken. Als de cabine een veilige in-/uitstapsnelheid heeft bereikt, zullen de deuren gaan openen. Als iedereen is in-/uitgestapt, wordt de cabine weer op kabelsnelheid gebracht door versnellend roterende banden (hetzelfde principe als bij het vertragen, maar dan andersom).

Diagram over hoe de kabel 'keert'

## Geschiedenis
In 1990 is de eerste funitel gebouwd. De naam komt uit het Frans en is een versmelting van funiculaire en télépherique. De eerste funitel werd gebouwd in Val-Thorens (Savoie, Frankrijk), door Denis Creissel en de bedrijven Reel en Städeli-Lift. Deze funitel, de Funitel de Péclet, is nog steeds in gebruik.

## Gebruik in wintersportgebieden
Funitels zijn een snelle manier om verticaal te stijgen. Maar omdat ski's of snowboards afgedaan moeten worden, en de hele rit vastgehouden moeten worden, en ook door de (eventuele) afwezigheid van stoelen, kunnen funitels voor langere ritten, net zoals andere grote gondels, soms oncomfortabel zijn. Funitels combineren een korte tijd tussen de opeenvolgende cabines met een hoge capaciteit van 24 mensen per cabine, wat het interessant maakt voor de drukkere skidorpen om met de inzet van een funitel de wachttijden kort te houden. Verder zijn funitels beter bestand tegen hogere windsnelheden (100 km/h) dan de 'gewone' gondelbanen, omdat funitels aan twee kabels hangen in plaats van aan één.

## Gebruik voor auto's
In Slowakije wordt een door Doppelmayer gebouwde funitel gebruikt voor het vervoeren van auto's voor de fabrikant Volkswagen.

## Bouwers
Er is een aantal bouwers van funitels. Doppelmayr is marktleider. Poma, een Frans bedrijf, bouwt ze ook en levert ze voornamelijk in eigen land. Doppelmayr heeft een systeem ontwikkeld dat het karretje kan optillen naar een tweede verdieping. Een dergelijk systeem is te vinden op de funitel in Sankt Anton, Arlberg (de Galzigbahn). In eerste instantie werden de cabines voor de funitels van Doppelmayr geleverd door Köberl, later werd dit de 'hofleverancier' van Doppelmayr, CWA.

## Plaatsen waar Funitels te vinden zijn

### Andorra
- Grandvalira

### Canada
- Montmorency Falls, Quebéc

### Frankrijk
- Val-Thorens
- La Plagne
- Alpe d'Huez
- Super Besse

### Griekenland
- Athene: Parnitha Funitel

### Japan
- Hashikurasan-kabelbaan, Miyoshi (Tokushima)
- Hakone Ropeway-kabelbaan, Hakone
- Tanigawadake-kabelbaan, Tanigawadake Tenjindaira-skigebied, Minakami
- Zaō-kabelbaan, Yamagata Zaō Onsen-skigebied, Yamagata

### Oostenrijk
- Hintertuxer Gletscher (3)
- Silvretta Arena Ischgl-Samnaun (2)
- Ski Arlberg (Sankt Anton am Arlberg)
- Kaprun/Kitzsteinhorn

### Slowakije
- Bratislava

### Verenigde Staten
- Squaw Valley Ski Resort

### Zwitserland
- Verbier
- Crans-Montana